# 888 до н. е.

## Події
Початок правління у Вавилоні царя Набу-апла-іддіна (888-855 рр. до н.е, дати приблизні). Йому вдалося відігнати кочівників за Євфрат, зміцнити економіку країни, вести успішну дипломатичну боротьбу з могутньою Ассирією.